# Euan Spark
Euan Spark (* 29. November 1996 in Dundee) ist ein schottischer Fußballspieler, der bei Brechin City unter Vertrag steht.

## Karriere

### Verein
Euan Spark wurde im November 1996 in der schottischen Hafenstadt Dundee geboren. Er wuchs in Edzell einer Kleinstadt in der Region Angus auf und ging in die Brechin High School. Seine Fußballkarriere begann Spark im Jahr 2006 bei Dundee United. Für den Verein spielte der als Abwehrspieler eingesetzte Spark in den folgenden Jahren in den Juniorenmannschaften. Im Juli 2012 unterschrieb der mittlerweile 16-Jährige einen professionellen Juniorenvertrag in seiner Heimatstadt. Nach starken Leistungen in der U-20 der Tangerines verlängerte der Klub den Vertrag im November 2013 vorzeitig bis 2016. Neben Spark verlängerten auch seine Teamkollegen Ryan Gauld, John Souttar und Darren Petrie ihre Verträge. Als Teil der U-20-Mannschaft kam er am 5. Spieltag bei den Profis in der Scottish Premiership zu seinem Debüt im Spiel gegen den FC St. Mirren, als er für Keith Watson eingewechselt wurde. Bis zum Saisonende kam Spark unter Teammanager Jackie McNamara nur in einem weiteren Ligaspiel gegen den FC Kilmarnock zum Einsatz.